# Brincidofovir
Brincidofovir é um medicamento antiviral usado no tratamento de varíola dos macacos. Trate-se de um pró-fármaco do cidofovir, conjugado com um lípido. O composto foi concebido para libertar cidofovir de forma intracelular, aumentando assim a sua eficácia contra vírus ADN de cadeia dupla. Entre os efeitos adversos mais comuns estão diarreia, náuseas, vómitos e dores abdominais.